# Juan de la Cosa (Schiff)

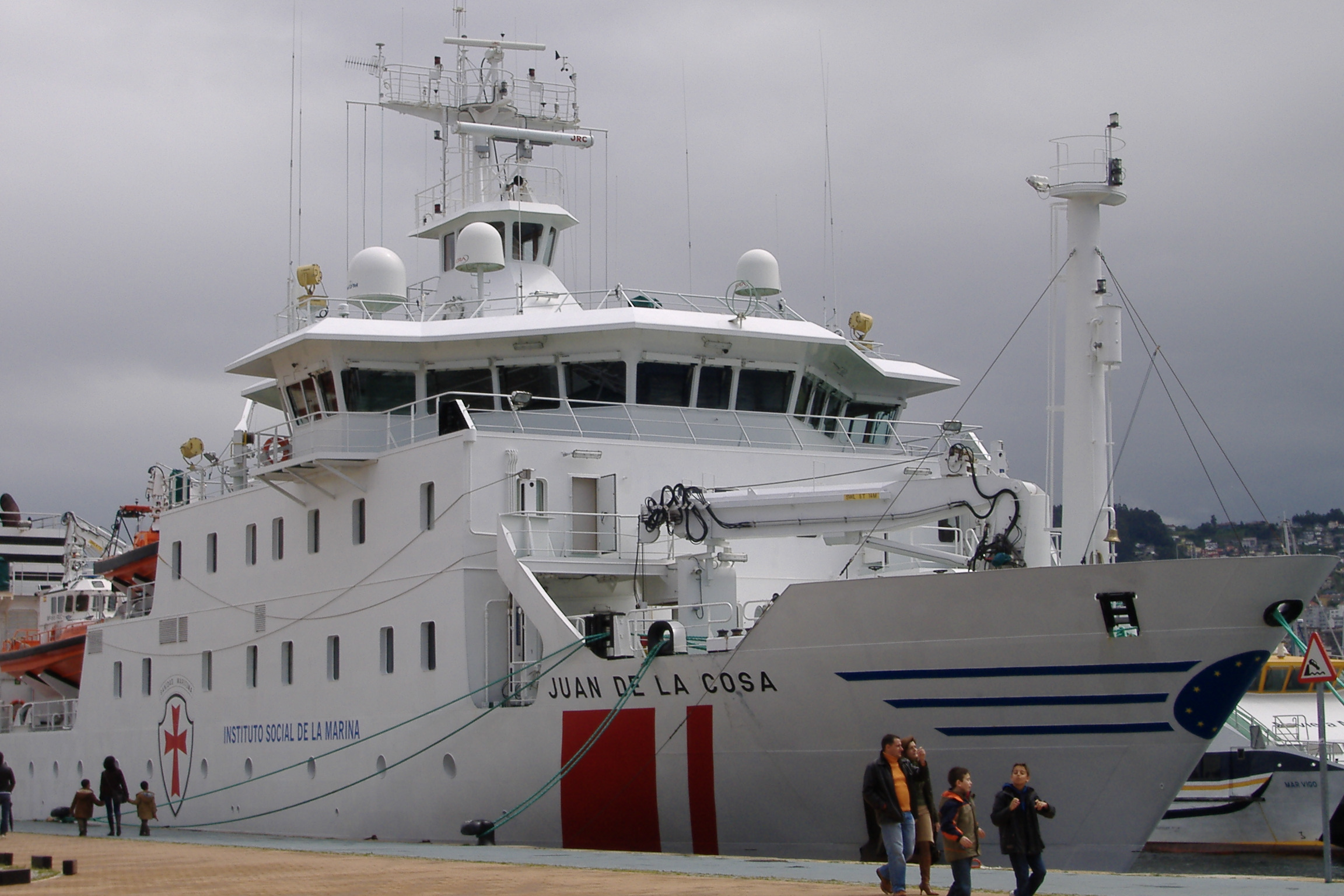
Nahansicht des Schiffs

Die Juan de la Cosa, benannt nach dem gleichnamigen spanischen Entdecker und Seefahrer, ist ein Hospitalschiff des Instituto Social de la Marina (ISM), das im Auftrag des spanischen Arbeitsministeriums für die medizinische Versorgung der Angehörigen der spanischen Fischereiflotte direkt auf See zuständig ist.
Die Indienststellung des Schiffs, dessen Baukosten rund 17 Millionen Euro betrugen, erfolgte 2006. Der Heimathafen ist Las Palmas de Gran Canaria, das Einsatzgebiet befindet sich vorwiegend im Nordatlantik im Bereich südwestlich von Irland und nordwestlich der Iberischen Halbinsel. Es ist mit einer Länge von rund 75 Metern, einer Breite von rund 14 Metern und einer Höchstgeschwindigkeit von 16 Knoten kleiner und langsamer als das 2001 gebaute, spanische Hospitalschiff Esperanza del Mar, das für das spanische Arbeitsministerium im Atlantik entlang der westafrikanischen Küste im Einsatz ist.
Die Juan de la Cosa ist ausgestattet mit einem Operationssaal, einer Intensivstation, einem radiologischen Bereich, einem Labor, einer Pflegestation sowie einem Bereich zur Behandlung von Verbrennungen, Infektionskrankheiten und psychiatrischen Erkrankungen. Die Kapazität des Schiffes umfasst regulär 48 Personen, von denen 28 zum medizinischen und technischen Personal gehören.